# Siewier Murmańsk
Siewier Murmańsk (ros. Футбольный клуб «Север» Мурманск, Futbolnyj Kłub "Siewier" Murmansk) – rosyjski klub piłkarski z siedzibą w Murmańsku.

## Historia
Chronologia nazw:
- 1961—1964: Trałfłotowiec Murmańsk (ros. «Тралфлотовец» Мурманск)
- 1966—1984: Siewier Murmańsk (ros. «Север» Мурманск)
- 2002: Tiekos-Dinamo Murmańsk (ros. «Текос-Динамо» Мурманск)
- 2006—2014: Siewier Murmańsk (ros. «Север» Мурманск)

Piłkarska drużyna Trałfłotowiec została założona 1 marca 1961 w mieście Murmańsk.
W 1961 zespół debiutował w Klasie B, grupie 1 Mistrzostw ZSRR, w której występował dwa sezony. Następnie spadł do Drugiej Ligi, w której występował do 1994, z wyjątkiem 1970, kiedy to zmagał się w niższej lidze.
Po sezonie 1984 drużyna była zdjęta z rozgrywek piłkarskich w Drugiej Lidze za "niskie sportowe wyniki".
W 2002 drużyna pod nazwą Tiekos-Dinamo Murmańsk uczestniczyła w rozgrywkach Rosyjskiej Amatorskiej Ligi.
Dopiero w 2006 nastąpiło odrodzenie klubu. Po dwóch sezonach w Amatorskiej Lidze, w 2007 klub zdobył awans i od 2008 występuje w Drugiej Dywizji, grupie Zachodniej.

## Sukcesy
- 2 miejsce w Klasie B ZSRR: 1968
- 1/64 finału w Pucharze ZSRR: 1961
- 6 miejsce w Rosyjskiej Drugiej Dywizji, grupie Zachodniej: 2008, 2009, 2010

## Znani piłkarze
- Walentin Jegunow